# 佐野隆仁
佐野 隆仁（さの たかひと、1964年6月2日 - ）は、香川県出身で大阪府在住の元競艇選手。日本モーターボート選手会専務理事。
登録番号は3243。身長161cm。血液型B型。58期。大阪支部所属。同期に池上裕次、平石和男、柳澤千春らがいる。

## 来歴・人物
高校卒業後に横山やすしに入門。ただし芸人としてではなくアマチュアボートレーサーとしての内弟子となる。
当初、やすしは門前払いしようとしたが「漫才の弟子ではなく、ボートの弟子にして下さい」との言葉に「それを先に言え！」と返答して快諾した。2年間の住み込み修行とやすしの手伝いやサポート役、およびアマチュアボートレーサーとしての指導を受けた後、ボートレーサーになることを勧められて本栖研修所に入学し、1986年に選手としてデビューを飾る。
師匠の野中和夫と同様に「横山やすしが育てた競艇選手」として、競艇界では知られている。
2014年6月、日本モーターボート選手会専務理事に就任。以後、2期4年間を務める。
2018年7月17日より現役に復帰した。2024年7月4日に引退届を提出し引退。

## 関係人物
- 横山やすし（付き人時代のアマチュアボートレーサーとしての師匠）
- 野中和夫（やすしの親友で、デビュー後は師匠格に当たる）